# 100-мм танкова гармата Д-10
Д-10 — радянська нарізна танкова гармата, створена в період Другої світової війни, 1944 року.
Спершу її встановлювали на серійну самохідну артилерійську установку СУ-100 і низку дослідних зразків танків і САУ. Після війни встановлювали на танк Т-54/55 та низку його варіантів, а також у різних інших машинах щонайменше до 1978 року, що зробило її однією з наймасовіших танкових гармат в історії.

## Історія розробки
На початку 1944 року танкова гармата Ф-34 калібру 76,2 мм, встановлена на танку Т-34, була замінена на потужнішу гармату калібру 85 мм. Це зробило винищувач танків СУ-85, який використовував гармату Д-5Т калібру 85 мм, фактично застарілим, оскільки його гармата тепер встановлювалася на більш гнучкому середньому танку. Конструкторському бюро Ф. Ф. Петрова на артилерійському заводі №9 було доручено розробити 100-мм протитанкову гармату, яку можна було би встановити на шасі СУ-85 для перспективної СУ-100. Для досягнення цієї мети команда Петрова модифікувала морську гармату С-34 для використання в броньованій бойовій машині.
Гармата Д-10 є високошвидкісною гарматою калібру 100 мм (діаметр ствола) з довжиною ствола 53,5 калібрів. Початкова швидкість снаряда 895 м/с забезпечувала їй відмінні протитанкові характеристики за мірками кінця війни. З початковими боєприпасами вона могла пробивати близько 164 мм сталевої броні на відстані 1 000 м, що робило її кращою за німецьку 75-мм гармату KwK 42, встановлену на танку «Пантера», а також за 88-мм гармату KwK 36 танка «Тигр I». Випробування на танках «Пантера» в Кубинці показали, що гармата Д-10Т могла пробивати лобову броню «Пантери» на відстані до 1 500 м. Показники бронепробиття ще більше зросли після розробки бронебійних підкаліберних снарядів (БПС) та інших сучасних типів боєприпасів після Другої світової війни. Після війни також було розроблено більш ефективний осколково-фугасний снаряд, який враховував більший калібр 100 мм.
Спочатку гармата була розроблена для оснащення винищувача танків СУ-100 під позначенням Д-10С (для самохідної артилерійської установки – «самохідна»), а згодом її встановлювали на післявоєнний основний бойовий танк Т-54 під позначенням Д-10Т (для танкової гармати – «танкова»). Між цими версіями не було значних відмінностей у функціональності чи характеристиках. Гармата також проходила випробування на танках Т-34, Т-44, КВ-1 та ІС-2 (об'єкт 245).
У 1955 році до нової версії гармати Д-10ТГ було додано стабілізатор (у вертикальній площині – СТП-1 «Горизонт») і ежектор. У 1956 році почалося виробництво наступної версії гармати Д-10Т2С для танків Т-54Б і Т-55, оснащених двоплощинним стабілізатором «Циклон». Версії гармати Д-10 встановлювалися на нові танки аж до 1979 року, а тисячі з них досі перебувають на озброєнні в різних країнах.
Повертаючись до свого морського походження, версія гармати Д-10 була встановлена як берегова артилерійська установка у Фінляндії в 1960-х роках. Ця зброя отримала позначення 100 56 TK у складі Військово-морських сил Фінляндії і складалася з повної башти танка Т-55 без стабілізатора, але з ручним підйомником боєприпасів, жолобом для відпрацьованих гільз і приладами наведення для непрямого вогню, керованого дистанційно. Максимальний кут підвищення ствола було збільшено, а башту оснастили новою системою прицілювання, в деяких випадках включаючи тепловізійну камеру для нічного використання.
Як корабельну артилерію радянські/російські прикордонні сторожові кораблі проєкту 1248 «Москіт» використовують Д-10Т2С у башті танку Т-55, боєкомплект — 100 унітарних пострілів.

## Варіанти та модифікації
- ЗИФ-25 — казематна гармата 52-ПК-412
- Д-10С — протитанкова гармата 52-ПС-412, призначена для установки в САУ СУ-100 та СУ-101
  - Д-10СУ — танкова гармата   52-ПС-412У, відрізняється від базового варіанту наявністю механізму врівноваження
- Д-10Т — танкова гармата 52-ПТ-412, призначена для установки в танк Т-54
  - Д-10Т2 — танкова гармата 52-ПТ-412-2, оснащена механізмом врівноваження, призначена для установки в танк Т-54
    - Д-10ТГ — танкова гармата 52-ПТ-412С, оснащена ежектором і одноплощинним стабілізатором озброєння, призначена для установки в танк Т-54А
      - Д-10Т2С — танкова гармата  52-ПТ-412Д, оснащена ежектором і двоплощинним стабілізатором озброєння, призначена для установки в танки Т-54Б та Т-55
        - Д-33 — танкова гармата  2А48 та 2А48-1, полегшена на 600 кг, призначена для установки в Об'єкт 685 та Об'єкт 934

  - Д-50/Д-10 — протитанкова гармата, призначена для установки в СПТГ СУ-100П
  - М-63 — модифікація, призначена для установки в СПТГ СУ-100М
  - Type 59 — китайська копія гармати Д-10Т для установки в танк Тип 59

## Опис конструкції

### Тактико-технічні характеристики
Джерело: 100-мм танкова гармата. Керівництво служби (1958)
| Параметр                                                 | Значення               |
| -------------------------------------------------------- | ---------------------- |
| Калібр, мм                                               | 100                    |
| Довжина ствола (з затвором/труби/нарізної частини), клб. | 56/53,5/46,3           |
| Маса хитної частини, кг                                  | 2257                   |
| Маса відкотних частин, кг                                | 1538                   |
| Маса труби з ежекторним пристроєм, кг                    | 956                    |
| Довжина нормального відкату, мм                          | 490—550                |
| Довжина максимального відкату, мм                        | 570                    |
| Заряджання                                               | унітарне               |
| Балістика                                                | 100-мм морська гармата |
| Тиск порохових газів на повному заряді, кгс/см²          | 3000                   |
| Швидкострільність, постр./хв.                            | 5—6                    |

### Номенклатура боєприпасів
| Боєприпаси гармати Д-10   |                                                                                |               |                   |                  |            |                       |                       |                                                 |                         |
| Марка пострілу            | Тип снаряду                                                                    | Марка снаряду | Маса пострілу, кг | Маса снаряду, кг | Маса ВР, г | Марка детонатора      | Дульна швидкість, м/с | Дальність прямого пострілу по цілі заввишки 2 м | Рік взяття на озброєння |
| Бронебійні снаряди        |                                                                                |               |                   |                  |            |                       |                       |                                                 |                         |
| 53-УБР-412                | бронебійний гостроголовий, трасувальний                                        | 53-БР-412     | 30,10             | 15,88            | 65         | МД-8                  | 897                   | 1040                                            |                         |
| 53-УБР-412Б               | бронебійний тупоголовий з балістичним наконечником, трасувальний               | 53-БР-412Б    | 30,10             | 15,88            | 65         | МД-8                  | 897                   |                                                 |                         |
| 53-УБР-412Д               | бронебійний тупоголовий із захисним та балістичним наконечниками, трасувальний | 53-БР-412Д    | 30,40             | 15,88            | 61         | МД-8                  | 887                   | 1070                                            | 1953                    |
| 3УБР3                     | бронебійний тупоголовий з балістичним наконечником, трасувальний               | 53-БР-412Б    | 30,10             | 15,88            | 61         | ДБР-2                 | 897                   |                                                 |                         |
| 53-УБР-412П               | бронебійний підкаліберний                                                      | 53-БР-412П    |                   |                  | —          | —                     |                       |                                                 |                         |
| Type 73                   | бронебійний підкаліберний                                                      | —             | 19,00             | 5,56             | —          | —                     | 1505                  | 1730                                            |                         |
| M309                      | бронебійний підкаліберний                                                      | 53-BM-412Sg   | 21,30             | 5,80             | —          | —                     | 1315                  | 2000                                            |                         |
| 3УБМ6                     | бронебійний підкаліберний                                                      | 3БМ8          | 21,20             | 5,70             | —          | —                     | 1415                  | 1680                                            | 1962                    |
| 3УБМ7                     | бронебійний підкаліберний                                                      | 3БМ19         | 19,50             | 4,58             | —          | —                     |                       | 1690                                            |                         |
| 3УБМ8                     | бронебійний підкаліберний                                                      | 3БМ20         | 19,50             | 4,58             | —          | —                     |                       | 1690                                            |                         |
| 3УБМ11                    | бронебійний підкаліберний                                                      | 3БМ25         | 20,70             | 5,02             | —          | —                     | 1430                  |                                                 | 1978                    |
| 3УБК4                     | кумулятивний, трасувальний                                                     | 3БК5          | 25,50             | 12,38            | 990        | ГПВ-2                 | 900                   | 3000                                            | 1961                    |
| 3УБК4М                    | кумулятивний, трасувальний                                                     | 3БК5М         | 25,50             | 12,38            | 1038       | ГПВ-2                 | 900                   | 3000                                            | 1961                    |
| 3УБК9                     | кумулятивний, зі сталевою воронкою                                             | 3БК17         | 21,90             | 10,00            |            | ГПВ-2                 | 1075                  |                                                 | 1978                    |
| 3УБК9М                    | кумулятивний, з мідною воронкою                                                | 3БК17М        | 21,90             | 10,00            |            | ГПВ-2                 | 1075                  |                                                 | 1978                    |
| Осколково-фугасні снаряди |                                                                                |               |                   |                  |            |                       |                       |                                                 |                         |
| 53-УО-412                 | морська осколкова граната                                                      | 53-О-412      |                   | 15,94            | н/д        | РГМ                   | 898                   | 1200                                            |                         |
| 53-УОФ-412                | осколково-фугасний, з повним зарядом 54-ЖН-412                                 | ОФ-412        | 30,20             | 15,60            | 1690       | РГМ                   | 892                   | 1100                                            |                         |
| 53-УОФ-412У               | осколково-фугасний, зі зменшеним зарядом 54-ЖН-412У                            | ОФ-412        | 27,10             | 15,60            | 1690       | РГМ                   | 600                   | 730                                             |                         |
| 53-УОФ-412Ж               | осколково-фугасний, з повним зарядом 54-ЖН-412                                 | ОФ-412Ж       | 30,27             | 15,91            | 2160       | РГМ                   | 900                   | 1100                                            |                         |
| 53-УОФ-412ЖУ              | осколково-фугасний, зі зменшеним зарядом 54-ЖН-412У                            | ОФ-412Ж       | 26,74             | 15,91            | 2160       | РГМ                   | 600                   | 1100                                            |                         |
| 53-УОФТ-412               | осколково-фугасний, тренувальний з трасером                                    | ОФТ-412       | 30,30             |                  |            | МГ-УчМ, ВС-5, ВУБС-1М | 900                   |                                                 |                         |
| 3УОФ10                    | осколково-фугасний, з повним зарядом 54-ЖН-412                                 | 3ОФ32         | 30,00             | 15,60            | 1700       | В-429                 | 900                   |                                                 |                         |
| 3УОФ11                    | осколково-фугасний, зі зменшеним зарядом 54-ЖН-412У                            | 3ОФ32         | 26,83             | 15,60            | 1700       | В-429                 |                       |                                                 |                         |
| 3ОФ70                     | осколково-фугасний, підвищеної ефективності                                    | ОФ70          | 28.20             | 13,28            | 2240       | В-429                 | 960                   |                                                 |                         |
| Практичні снаряди         |                                                                                |               |                   |                  |            |                       |                       |                                                 |                         |
| 53-УПБР-412               | практичний суцільний, трасувальний                                             | 53-ПБР-412    |                   |                  | —          | —                     |                       |                                                 |                         |
| Шрапнельні снаряди        |                                                                                |               |                   |                  |            |                       |                       |                                                 |                         |
| 3УШ1                      | Шрапнельний, містить 1800 вражаючих елементів                                  | 3Ш5           |                   | 15,60            | 80         |                       |                       |                                                 |                         |
| Димові снаряди            |                                                                                |               |                   |                  |            |                       |                       |                                                 |                         |
| 53-УД-412                 | димовий, з повним зарядом 54-ЖН-412                                            | 53-Д-412      |                   |                  |            |                       |                       |                                                 |                         |
| 53-УД-412У                | димовий, зі зменшеним зарядом 54-ЖН-412У                                       | 53-Д-412      |                   |                  |            |                       |                       |                                                 |                         |
| 3УД3                      | димовий, з повним зарядом                                                      | 3Д3           |                   |                  |            |                       |                       |                                                 |                         |
| 3УД4                      | димовий, зі зменшеним зарядом                                                  | 3Д3           |                   |                  |            |                       |                       |                                                 |                         |
| Танкові керовані ракети   |                                                                                |               |                   |                  |            |                       |                       |                                                 |                         |
| 3УБК10-1                  | кумулятивна, керована                                                          | 9М117         | 25,00             | 18,80            |            |                       |                       | 4000                                            | 1980                    |
| 3УБК10М-1                 | кумулятивна, керована                                                          | 9М117М        | 27,70             |                  |            |                       |                       | 4000                                            |                         |
| 3УБК23-1                  | кумулятивна, керована                                                          | 9М117М1       | 27,50             |                  |            |                       |                       | 6000                                            |                         |

## Машини та системи, озброєні Д-10
- СУ-100 — радянська самохідна артилерійська установка (САУ) періоду Другої світової війни
- Т-54 — радянський середній танк
- Т-55 — радянський середній танк, розроблений на основі Т-54
- Тип 59 — китайська копія радянського танка T-54A
- 100 56 TK — фінська стаціонарна берегова артилерійська гармата
- Прикордонні сторожові кораблі проекту 1248 «Москіт» — серія радянських річкових малих артилерійських та сторожових кораблів морських частин прикордонних військ СРСР та Берегової охорони прикордонної служби ФСБ Російської Федерації.

## Оцінка проекту
До кінця Другої світової війни 100 мм гармата Д-10С, яка встановлювалася на самохідних установках СУ-100 проявила себе як виключно потужна і ефективна зброя. Самохідна установка СУ-100 була здатна ефективно боротися майже з будь-якими типами наявних на той час серійних танків і самохідних установок. Її точність так само заслуговує на найвищу оцінку.
Після війни ця гармата в варіанті Д-10Т, Д-10ТГ і Д-10Т2С встановлювалося на середні танки серії Т-54 і Т-55 та деякий час зберігала перевагу над більшістю зарубіжних танкових гармат, поступаючись тільки англійській Ordnance QF 20 pounder. Після створення в Англії ще більш потужної 105 мм танкової гармати високої балістики L7 і організації її виробництва в інших країнах (в США цій гарматі привласнили індекс М68) радянські танки втратили свою перевагу у вогневій потужності, але продовжували становити серйозну небезпеку для танків ймовірного противника. Спроби радянського ОПК посилити вогневу міць вітчизняних танків призвели до створення 100 мм нарізної гармати Д-54ТС і 115 мм гладкоствольної гармати У-5ТС «Молот», а також нового танка Т-62.
Середні танки Т-54 і Т-55 випущені у величезній кількості продовжували (і продовжують) залишатися на озброєнні багатьох країн, але їх вогнева міць вже не відповідала вимогам часу. Після появи в 70—80-х роках 20-го століття на озброєнні розвинених країн основних бойових танків другого і третього післявоєнного покоління: Т-64, Т-72, Т-80, M1 Abrams, Leopard 2, що володіють потужним комбінованим бронюванням, зробило 100 мм гармату серії Д-10Т малоефективною проти цих машин. Модернізація танків Т-55 проведена в 80-х роках підвищила можливості цієї гармати по боротьбі з сильно-броньованими цілями завдяки установці комплексу керованого озброєння 9К116 «Бастіон» та введенню в боєкомплект керованих ракет.
Танки Т-54 і Т-55, оснащені 100 мм гарматами серії Д-10Т, з 1990-х років і по сьогоднішній день все ще застосовуються в бойових діях (в тому числі під час російсько-української війни), але в сучасних реаліях вони вже безнадійно застаріли.